# 北河内新人お笑いコンクール
北河内新人お笑いコンクール（きたかわちしんじんおわらいコンクール）は、大阪府交野市で行われているお笑いコンテスト。プロ、アマを問わず結成8年目までの漫才、コント、ピン芸、グループ芸を対象とする。

## 歴代記録
| 回 | 開催日        | 最優秀新人賞             | 審査員特別賞                                         | アマチュア特別賞     | 決勝審査員                                                                                | 出典        |
| -- | ------------- | ------------------------ | ---------------------------------------------------- | -------------------- | ----------------------------------------------------------------------------------------- | ----------- |
| 1  | 2020年9月22日 | 9番街レトロ （吉本興業） | ふじいもやし （松竹芸能）                            | 少年アミーゴ         | —                                                                                         | [ 1 ]       |
| 2  | 2022年3月20日 | 生ファラオ （吉本興業）  | ソマオ・ミートボール （吉本興業） cacao （吉本興業） | 惑星レプタイル       | 前田政二 黒田実（交野市長） みよしかおる（大阪府議会議員） プラス・マイナス（特別審査員） | [ 2 ] [ 3 ] |
| 3  | 2023年4月23日 | 若葉のころ （吉本興業）  | 笠川拓夢 （吉本興業）                                | スライディングマダム | 前田政二 山本景（交野市長） みよしかおる（大阪府議会議員） プラス・マイナス（特別審査員） | [ 4 ]       |

## 主催など
- 主催 - 交野市商業連合会
- 共催 - 交野市星のまち観光協会・交野市工業会・交野市農業生産連合会
- 協力 - 吉本興業株式会社
- 後援 - 交野市
- 企画・プロデュース・審査員長 - 前田政二[5]

## やらせ疑惑
告発
- 2024年1月27日に同大会審査員の一人である岩橋良昌（当時プラス・マイナス）がXにて、主催の作家から吉本興業所属の芸人を優勝させる指示を受けていた旨の投稿を行った。該当の投稿は翌日削除された。
- 2月23日、同じく審査員の一人である山本景がやらせは事実である旨の投稿をXに行った[6]。

反応
- 西川登志雄（主催の交野市商業連合会相談役、コンクール実行委員会委員長）は「200％ない」と同大会にやらせがあることを否定し、山本景の投稿について「商業連合会としてこれまでいろいろな事業を一緒にやってきたのでとても残念」とした。
- 審査員長の前田政二はやらせを「全くない話」と否定した。[7]
- 2024年2月12日、第1回最優秀新人賞を受賞した9番街レトロはYouTubeにて、「やらせがあったかは分からないが、あったとしても自分たちはやらせに関わっていない」という旨の投稿を行った[8]。

影響
- 当初2024年9月に第4回が開催予定とされていた。しかし3月6日、大会ホームページにて「諸事情により延期」されることが告知された[9]。
- 大会延期発表に関して山崎歩美（交野市商業連合会長）はやらせを否定した上で、「騒動が決着しておらず、（山本）市長もSNSでの発言を撤回していない状況でやるべきではないと判断した」と説明した。延期された第4回については2024年度中に検討しているとした。また審査方法についても変更を考えており「決勝についても来場客の一般審査を取り入れるなど、より分かりやすい形にしていきたい」と話した[10]。